# Brympton d'Evercy

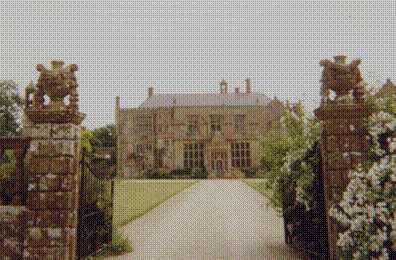
Fachada de Brympton d'Evercy (fotografia tirada a partir do ponto marcado com "M" na planta abaixo).

Brympton d'Evercy é um palácio rural da Inglaterra localizado nas proximidades de Yeovil, no condado de Somerset. Tem sido descrito como a mais bela casa da Inglaterra, num país cheio de agradáveis palácios rurais; seja qual for a verdade dessa afirmação, em 1927, a revista britânica Country Life publicou um conjunto de três artigos sobre a casa, nos quais  Christopher Hussey, no início da sua longa carreira de 50 anos como uma notável autoridade no campo da arquitectura e de documentador dos palácios rurais britânicos, descreveu Brympton d'Evercy como "A mais imcomparável casa na Grã Bretanha, aquela que criou o maior impacto e resumiu tão requintadamente as qualidades da vida rural inglesa". Os artigos de Hussey permanecem como as únicas descrições detalhadas do palácio. 
Durante a sua longa história, Brympton d'Evercy pertenceu a quatro famílias, os d'Evercys, os Sydenhams, os Fanes e os actuais proprietários, os quais adquiriram o palácio em 1992.
Brympton D'Evercy's não foi construído numa única campanha como uma totalidade; pelo contrário, foi sendo expandido lentamente entre cerca do ano 1220, quando foi começado pela família D'Evercy, e o século XVIII. Durante os três quartos de milénio da sua existência tem permanecido pouco conhecido e pouco documentado. 
Durante os anos que se seguiram à Segunda Guerra Mundial, Brympton d'Evercy foi, por pouco tempo, uma escola para rapazes, antes de ser reclamado pelos seus donos como casa privada. Actualmente, apesar de ser arrendado ocasionalmente como cenário de filmagens ou eventos de hospitalidade, permanece essencialmente como uma residência privada.

## História

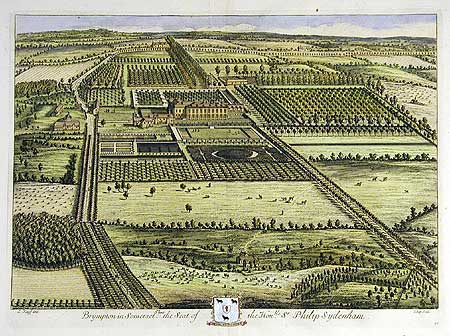
Brympton d'Evercy visto de sul cerca de 1722, por Jan Kip e Leonard Knyff.

Brympton d'Evercy é parte de um complexo que consiste no próprio palácio, nos seus estábulos e outros edifícios anexos, na igreja paroquial e num curioso edifício actualmente conhecido como "priest house". Pouco resta do solar D'Evercy original construído entre 1220 e 1325, no lugar do qual o presente edifício evoluíu.  
Brympton d'Evercy foi listado no Domesday Book de 1086 como Brunetone, o que significa "The brown enclosure" (A Cerca Castanha) da Língua inglesa antiga brun e tun.
A aldeia de Brympton é maior na actualidade que em qualquer outra época da sua história. Até ao século XX, a aldeia quase não justificava o título, tendo sido abandonada no século XIV. Desde então, consistia meramente em algumas casas de lavoura dispersas ao longo da estrada para o local isolado do palácio. Algumas dessas casas podem ser descortinadas na representação de Knyff (ilustrada à esquerda). Actualmente, uma nova área conhecida como Brympton é um subúrbio de Yeovil que avança sobre o lugar isolado do Brympton d'Evercy a um ritmo alarmante.
No Somerset e no condado adjacente de Dorset, são numerosas as casas como Brympton d'Evercy, possuidoras de alas com uma variedade de estilos arquitectónicos criadas por arquitectos e construtores desconhecidos. Os proprietários desses palácios rurais estavam quase todos relacionados entre si de alguma forma, e a competição entre eles era grande. Como resultado, é possível encontrar frequentemente alas quase idênticas em vários edifícios, tendo sido erguidas pelo mesmo construtor, em vez de por um arquitecto usando desenhos baseados nos trabalhos de mestres da arquitectura de locais tão distantes como Roma. Isto é particularmente verdade a partir do século XVII.
O proprietários de Brympton d'Evercy estiveram relacionados por diversas vezes com outras importantes famílias da região, como os Stourtons, da aldeia de Preston Plucknett, os Pouletts, os Phelips, de Montacute House, e os Fox-Stangways. Estas famílias, que na verdade não tinham laços de parentesco entre si, estavam ligadas por relações de grande amizade, pelo que, nas frequentes visitas entre os grandes palácios rurais, as ideias arquitectónicas podam ser trocadas juntamente com os mexericos locais. Antes do século XVII a profissão de arquitecto era desconhecida na região, como observou Sir John Summerson, e todas as casas foram construídas por construtores locais de acordo com as ideias dos seus patrões. Inigo Jones, talvez o primeiro arquitecto inglês de grande notoriedade, introduziu os ideias do Palladianismo na arquitectura inglesa: a sua Casa dos Banquetes, em Whitehall, de 1619, fixou um padrão e foi amplamente copiada; na década de 1630, as suas ideias penetraram até áreas tão distantes como o Somerset. Entre as famílias mais importantes, havia geralmente um Membro do Parlamento ou, como no caso dos Condes de Ilchester, o chefe da família tinha uma casa de cidade em Londres. Esses membros mais viajados desta sociedade provinciana regressavam às suas herdades e palácios rurais do Somerset com as últimas ideias arquitectónicas. Ocasionalmente, as famílias mais ricas poderiam empregar um arquitecto de renome, tal como John Webb, genro de Inigo Jones. Nascido no Somerset, Webb  mudou-se para Londres, mas seguindo o seu sucesso cosmopolita, trabalhou mais tarde no condado de Dorset, em Kingston Lacy— um novo palácio rural construído pela família Banks para substituir a sua casa ancestral, o Corfe Castle, destruída pelas tropas Cromwellianas durante a Guerra Civil — e em Wilton House, no condado adjacente de Wiltshire. 
Depois de introduzidos nas práticas do Somerset, os novos géneros de arquitectura foram interpretados por desenhadores e pedreiros locais, e em seguida aplicados, frequentemente de forma casual, às velhas casas dos fidalgos locais, e o que um primo tinha numa parte do Somerset, outro primo rapidamente tinha noutra. Foi por esta via que Brympton d'Evercy, e os palácios vizinhos, evoluíram lentamente.

## Avaliação Arquitectónica

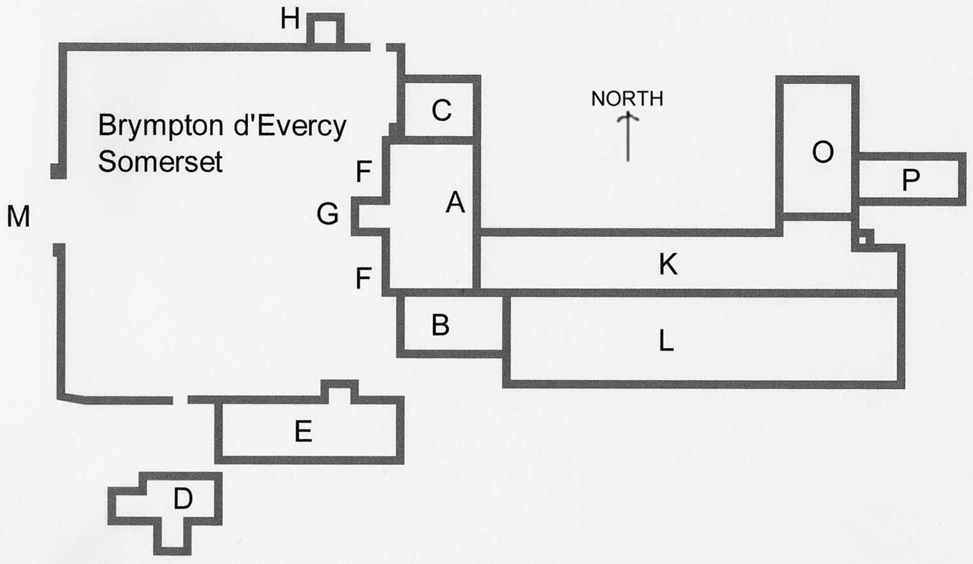
Etapas da construção de Brympton d'Evercy: A: Vestíbulo - 1450; B: Bloco sudoeste - 1460; C: Sala de Estar de baixo - 1520; D: Igreja - Século XIV; E: Casa do Padre - Século XV; F: Fachada oeste - Século XVI; G: Pórtico - 1722; H: Torre do Relógio (pórtico original); K: Vestíbulo da escadaria, possível local do solar inicial; L: Salas de aparato - 1680?; O: Cozinha século XVI; P: Casa de Lavoura.

Nos 250 anos que se seguiram a 1434, a família Sydenham desenvolveu Brympton d'Evercy até à sua forma actual. Cada geração ampliou e alterou o palácio de acordo com os seus caprichos ou moda da época. A fachada oeste (reproduzida no topo da página) foi construída durante o período Tudor tardio. As duas grandes janelas, uma de cada lado da porta, iluminam o Grande Vestíbulo com dupla altura, o que resultou do facto de a nova frente oeste ter aumentado substancialmente o tamanho do Grande Vestíbulo original dos D'Evercy. A ala Norte, mais antiga e colocada à esquerda do vestíbulo, continha, provavelmente, as salas privadas do seu construtor, John Sydenham.
A arquitectura do edifício é tão diversa como as figuras que o criaram ao longo do seu processo de evolução de quatro séculos. Totalmente construído em pedra de Ham Hill, uma pedra local com um tom amarelo dourado único usada como material de construção em algumas das aldeias das vizinhanças imediatas de Yeovil.
Ao que parece, nos primeiros anos os Sydenhams possuíram com satisfação o solar tal como o haviam comprado aos herdeiros da família d'Evercy. No entanto, a partir de meados do século XV a arquitectura doméstica britânica começou a despertar para as ideias de privacidade e conforto, embora apenas para a família imediata do chefe de família. Estes ideais reflectem-se em Brympton d'Evercy nos principais trabalhos empreendidos pelos Sydenhams em 1460.

### A ala de 1460
Esta ala corresponde à primeira expansão do solar original dos d'Evercy, provavelmente no lugar do actual vestíbulo da escadaria ("K" na planta acima), ocorrida em 1460, quando os Sydenhams acrescentaram o bloco sudoeste ("B" na planta). Continha as primeiras salas de recepção da casa para além do vestíbulo, consistindo num solar e salas de estar retiradas para o senhor da casa e a sua família. Até então, todo o pessoal da casa, senhores e criados, viviam e jantavam juntos no vestíbulo. Esta ala foi muito alterada com o passar do tempo, tendo-lhe sido dada uma nova fenestração no século XVII, quando a ala sul foi construída. No entanto, a ala mantém as ameias fingidas originais, as quais, juntamente com a posição ligeiramente irregular das janelas, denunciam a sua idade mais avançada em comparação com a simetria perfeita da ala sul, adicionada mais tarde.

### A Casa do Padre

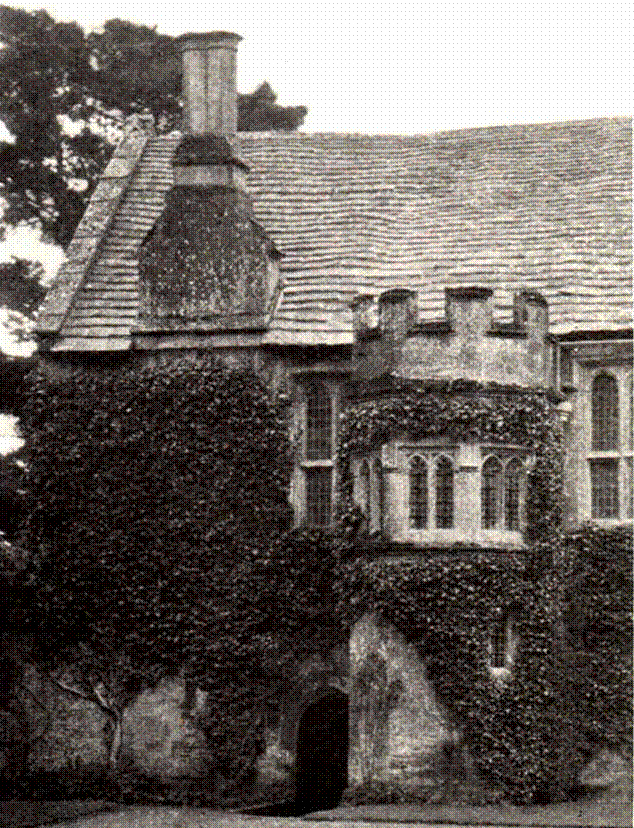
A "Casa do Padre" (marcada com E na planta acima): pensa-se que terá sido construída entre 1460 e 1470, como uma casa de dote, por Joan Sydenham

No final do século XV, uma estrutura independente anterior (marcada com "E" na planta acima) foi muito melhorada; esta flanqueia o palácio quase como se fosse uma ala do próprio edifício. As suas origens e utilização sempre foram debatidas. Possivelmente foi a capela que se diz ter sido construída pela família D'Evercy. Apesar de ser conhecida tradicionalmente como a "Casa do Padre", a sua entrada fica afastada da igreja, no antigo pátio do solar quatrocentista. Segundo Cooper, "deve ter sido originalmente um fileira de alojamentos para criados ou hóspedes". Qualquer que tenha sido o seu seu uso original, parece certo que foi refeita como uma "casa de dote" para Joan Stourton, a qual casara com John Sydenham em 1434, não podendo prever que o seu próprio filho faleceria antes dela, o que permitiu que permanecesse no edifício principal durante o resto da sua vida.
O edifício é um exemplo muito raro de uma pequena casa de campo medieval completa, uma estrutura oblonga de dois andares, o superior contendo um vestíbulo, solar e quarto, enquanto o inferior, destinado aos criados, não tinha meios de acesso ao piso mais elevado. O único meio de comunicação entre os dois andares é feito através de uma escada em caracol, situada numa torreta, apenas com entrada externa. A casa, obviamente desenhada para uma pessoa refinada, tinha, ao contrário do que era norma na época, boas condições sanitárias na forma de dois sanitários embutidos na parede; os escoadores de madeira ainda existiam no início do século XX. A localização dos sanitários, voltados para os reforços da igreja, reforça a ideia de que esta era considerada como a parte traseira da casa; uma organização deste tipo nunca teria sido feita se a casa fosse, de facto, a residência do padre. No século XVII, a principal sala da Casa do Padre, no andar superior, foi dotada de um tecto decorativo em estuque.
No andar superior existe um pavimento de mosaicos romanos em calcário azul (correspondente ao Jurássico Inferior e ladrilhos encarnados. este foi escavado, em 1923, por Ralegh Radford, a partir de um edifício localizado nas proximidades da Westland Road, em Yeovil.

### A ala norte ou ala Henrique VIII
A adição mais importante que se seguiu foi a ala norte (marcada com "C" na planta). Esta ala, com a sua torreta, janelas salientes e moldura externa esculpida, é quase, por si só, uma casa de campo em miniatura. Esta ala manteve-se em grande parte inalterada desde que foi construída cerca de 1520. John Sydenham desejou manter um alojamento independente na casa depois de tê-la passado ao seu filho; para ekle próprio construiu três andares com uma sala em cada um, a sua própria entrada externa independente e torreta-escadaria — uma casa dentro da casa. Na época da sua construção devia ser notavelmente moderna em termos arquitectónicos. A fachada é ricamente ornamentada com brasões e traceria. A linha do telhado é acastelada, embora as ameias tenham funções puramente ornamentais e não defensivas. Os dois andares superiores possuem grandes janelas salientes; entre estas janelas encontra-se o brasão, finamente esculpido, do Rei Henrique VIII. Aos Sydenhams foi concedida a honra de exibir as armas Reais devido à sua relação com a família Stourton, a qual reclamou ligações com o sangue Real; consequentemente, esta parte do palácio é, por vezes, chamada de ala Henrique VIII, apesar deste Rei nunca ter visitado Brympton d'Evercy. De entre as várias alas do palácio, esta ala norte é provavelmente a mais perfeita arquitectonicamente, exibindo todas as mais recentes características e esplendores da arquitectura Tudor contemporânea.

### Freste Oeste

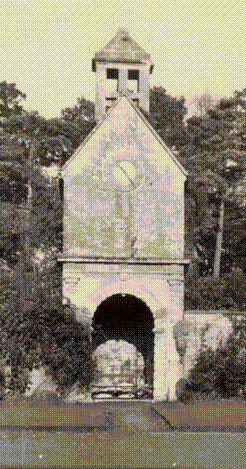
A Torre do Relógio ("H" na planta), cuja base foi, antigamente, a entrada Tudor para o solar. Foi-lhe dado um andar superior e mudada para a sua actual localização em 1722.

A secção central da frente oeste contém, no piso térreo (marcado com "A" na planta), a secção traseira do vestíbulo, o qual foi em tempos, quase de certeza, o grande vestíbulo do originalmente menor solar dos d'Evercy, reconstruído pelos Sydenhams em 1450. Pensa-se que o grande vestíbulo só alcançou o seu tamanho actual com a construção da frente oeste ("F" na planta), no final do século XVI. A nova frente é mais saliente que a anterior; desta forma, a velha torreta da ala norte tornou-se menos óbvia, uma vez que três quartos da sua massa foram absorvidos pelo alargamento do vestíbulo. A frente oeste possui duas grandes janelas amaineladas de dupla altura a flanquear a entrada principal. O actual pórtico neogótico, envidraçado e acastelado (G na planta), foi adicionado em 1722, quando o pórtico existente no século XV foi mudado para o jardim, depois de lhe ser dado um andar extra e se ser transformado em torre do relógio ("H" na planta). O fogo aberto no centro do vestíbulo foi substituído por uma lareira completa com chaminé, o que permitiu a colocação de um andar secundário sobre esta divisão.

### A ala da cozinha
A adição mais importante que se seguiu, ainda no século XVI, foi o bloco da cozinha ("O" na planta), o qual se torna interessante pelas suas gigantescas proporções e pela abóbada de berço, sugerindo uma função original menos humilde. A cozinha distribui-se por dois níveis, sendo o superior alcançado por lanços de curtos degraus, colocados em cada um dos extremos do nível inferior, embora o espaço pareça nunca ter sido dividido. A partir da ala da cozinha projecta-se uma torreta (no lado direito entre O e K na planta), a qual contém uma escadaria em espiral, coroada por um campanário. Esta pode ter dado um acesso secundário ao piso superior do solar original, agora substituído pela ala sul Palladiana. 
A partir da cozinha alcança-se uma outra ala ("P" na planta), de data indeterminada (não posterior a 1690). Esta parece ter sido sempre conhecida como "a casa de lavoura" e ter sido habitada pela família dos caseiros. Possivelmente, terá sido pensada como uma ala secundária, uma ala de serviço, ou mesmo como parte de um grande esquema nunca completado.

### A Ala Sul
A ala que, finalmente, deu ao palácio a sua actual aparência não está melhor documentada que o resto do edifício. A opinião sobre a data exacta de construção da ala sul (marcada com "L" na planta) não é consensual, com a atribuição de datas entre 1670 e 1680, a par de sugestões sobre o início das obras em 1636 e a sua conclusão nos primeiros anos que se seguiram à Restauração Inglesa (1660). A datação da sua construção é essencial para a identificação do arquitecto: ao considerar-se que foi edificada na década de 1630, foi frequentemente atribuída a Inigo Jones — muitos dos palácios rurais ingleses fazem esta afirmação, com alguns deles, como Wilton House, com maiores probabilidades disso ter acontecido que outros  — até Christopher Hussey ter desmontado o mito em 1927. A afirmação de Hussey foi amplamente baseada no pressuposto de que a ala sul foi concluída em 1680, quando Jones já deveria estar morto havia 20 anos). A mais notável semelhança entre o trabalho documentado de Jones e Brympton d'Evercy é o uso de frontões nas janelas alternadamente triangulares e segmentados. No entanto, Jones apenas usou este padrão para dar importância às janelas do piano nobile, enquanto que em Brympton d'Evercy os frontões alternados dão igual valor a ambos os andares. Em Brympton, o piano nobile torna-se mais invulgar por se situar no andar térreo. É duvidoso que um mestre da arquitectura, que havia desenhado para a Família Real e para a mais alta aristocracia, tenha considerado uma tal localização. Também típico de Jones, mas uma característica comum na época, é o parapeito balaustrado que esconde um telhado com mansarda. No entanto, os maiores indícios arquitectónicos que descartam a intervenção de Jones no desenho do palácio são básicos: o arquitecto de Brympton d'Evercy deu à fachada 10 secções, o que implica que as janelas começam com um frontão segmentado e terminam com um triangular, uma afronta ao equilíbrio que nenhum mestre da arquitectura permitiria. Finalmente, como o edifício possui 10 secções, não existe um ponto focal ao centro: embora este facto, por si só, não constitua um crime arquitectónico, esse crime existe pela colocação ao centro da fachada sul de um cano de drenagem de águas, o qual se situa ali desde a conclusão do edifício. A evidência sugere que a fachada sul foi, provavelmente, inspirada na casa de família da esposa de Sir John Posthumous Sydenham, na aldeia vizinha de Hinton St George. Estas duas casas, juntamente com uma outra localizada em Long Ashton, foram muito provavelmente desenhadas e construídas pela mesma família local de arquitectos e pedreiros, trabalhando sobre desenhos tirados do tratado de arquitectura de Serlio, publicado em cinco volumes, em Londres, no ano de 1611.

## Aposentos de aparato barrocos
Qualquer que tenha sido o arquitecto, a nova ala foi idealizada para transformar Brympton d'Evercy numa grande casa a partir dum solar de província. O edifício de dois andares, com 10 secções, alberga no seu piso térreo as salas mais refinadas e luxuosamente decoradas do palácio. Conhecidas como aposentos de aparato, seguem uma disposição comum nas casas construídas antes de 1720, onde os hóspedes importantes eram recebidos e permaneciam. Basicamente, consistiam num grande conjunto de quartos, ou apartamento, com todas as salas dispostas num eixo, ligadas por grandes portas duplas criando uma fileira. A primeira sala, que também é a maior e mais importante, conhecida como salão, foi pensada como local onde os dignitários em visita concederiam audiência aos habitantes da casa, sendo permitido acesso a todos eles. A divisão seguinte era um grande sala de estar, ligeiramente menor que a anterior; aqui, o honrado hóspede poderia receber de forma mais privada que no salão. A próxima sala seguia o mesmo padrão, com cada sala a tornar-se mais íntima e privada à medida que se progride pela fileira. A sala final, e mais privada, era o quarto de aparato: por trás deste ficavam dois pequenos closets para os serviçais e abluções privadas. 
Este padrão de aposentos barrocos existe nas grandes casas por toda a Inglaterra; nas muito grandes, como o Blenheim Palace, era possível existirem dois conjuntos deste género estendendo-se para ambos os lados do salão. No entanto, Brympton d'Evercy não era um palácio grande. A razão pela qual Brympton d'Evercy necessitava de aposentos de aparato nunca foi verdadeiramente explicada. Tem-se dito frequentemente que foram construídos para uma hipotética visita da Rainha Ana, mas já tinham certamente dez anos quando esta subiu ao trono, e ela certamente nunca visitou a casa. O quarto de aparato foi mantido até 1956, mas nunca foi utilizado por qualquer soberano. Cerca de 1720, a moda das salas de aparato tornou-se antiquada, tendo sido, muitas vezes, adaptadas a um uso mais geral e frequente. Isto é verdade em relação a Brympton d'Evercy: o salão tornou-se na sala de estar, a sala seguinte passou a ser conhecida como o Carvalho ou pequena sala de estarm, a seguinte foi adaptada a sala de jantar, e apenas o quarto de aparato permaneceu na sua solitária magnificência, sendo utilizado por hóspedes importantes, mas não Reais.

### Obras do século XIX
Em meados do século XIX, Brympton d'Evercy servia de residência a Lady Georgiana Fane, uma dama solteira e de meios modestos, sem necessidade de pessoal doméstico numeroso e dispendioso, desta forma, o palácio não recebeu alas vitorianas, acrescentadas tão imprudentemente a muitas das casas históricas britânicas. Lady Georgiana limitou-se a fazer melhorias nos jardins e nos terrenos. Adicionou uma balaustrada aos muros que encerram o pátio em frente da fachada oeste; as paredes, encimadas por balaustradas, ligam a Casa do Padre, o adro no lado sul, e a torre do relógio e estábulos a norte. O efeito consistiu na criação do que, numa casa maior que Brympton d'Evercy, poderia ser chamado de cour d'honneur. Entrando pelo grande portão coroado por vasos (como se pode ver na ilustração do topo da página), o efeito de cour d'honneur é atenuado e redefinido por relvados e alguns canteiros num estilo muito inglês. O terraço coberto por gravilha ao longo de toda a extensão da frente sul também foi criado nesta época, juntamente com o grande lago que o reflecte. 
Além de trabalhos de restauro necessários e a instalação de modernas canalizações e electricidade, pouco tem sido acrescentado ao palácio desde o século XIX. Actualmente é reconhecido pelo English Heritage como um listed building classificado com o Grau I.

## Proprietários

### A família d'Evercy
A família d'Evercy family foi responsável pela construção da igreja quase contígua. Christopher Hussey sugere  que o solar dos D'Evercy's em Brympton era pouco mais que uma modesta fileira de edifícios no lugar de parte da actual ala da escadaria (marcada com K na planta), com um pátio situado a norte. Não existem vestígios de tal quinta no local provável da sua localização, e uma velha casa de lavoura (marcada com P na planta) está, na verdade, adjacente à muito mais tardia ala sul, construída no local provável do solar original. Thomas d'Evercy comprou a herdade, em 1220, à família Chilterne (da qual nada se sabe). O nome da família d'Evercy derivava de Evrecy, uma aldeia próxima de Caen, na Normandia.  Thomas d'Evercy fazia parte do séquito do normando was Conde de Devon, o que explica a razão pela qual deixou as propriedades da família na Isle of Wight para residir no Somerset. D'Evercy representou o Somerset e o Sul do Hampshire no primeiro Parlamento da Inglaterra. Depois da morte de Thomas d'Evercy, os registos da família são escassos até à época do último dos d'Evercy, Sir Peter, o qual representou duas vezes o Somerset no Parlamento, durante o reinado de Eduardo II. A igreja próxima da casa, dedicada a Santo André, data deste período. Sir Peter fundou uma capela em Brympton d'Evercy no ano de 1306, dotando-a de um padre com uma casa e 40 acres na paróquia. Tem sido sugerido que esta casa corresponde ao edifício actualmente chamado de Casa do Parde, mas não existem evidências que confirmem esta afirmação.
Sir Peter faleceu em 1325, quando a propriedade era descrita como "um certo capital de construção, com jardins e cercas anexas". A aldeia, nesta época, consistia em 17 pequenos lavradores e três rendeiros. A viúva de Sir Peter continuou a ocupar o solar e, aquando da sua morte, a propriedade passou para a família Glamorgan, uma vez que a filha dos d'Evercy, Amice, havia casado com John de Glamorgan. Mais tarde, parece ter passado através duma descendência obscura para a família Wynford, dos quais nada mais, além dos seus nomes, foi registado. Em 1343, a propriedade foi registada como: "… um solar suficientemente construído com um certo jardim contíguo, plantado com diversas árvores e muitas macieiras, cobrindo o conjunto cerca de dois acres". O registo continua, fazendo menção a cerva de quarenta caseiros, todos encarregados de servir o seu senhor como "ferreiros de aldeia,vaqueiros ou servos". Este seria o mais elevado número de habitantes na aldeia até ao final do século XX.

### A família Sydenham

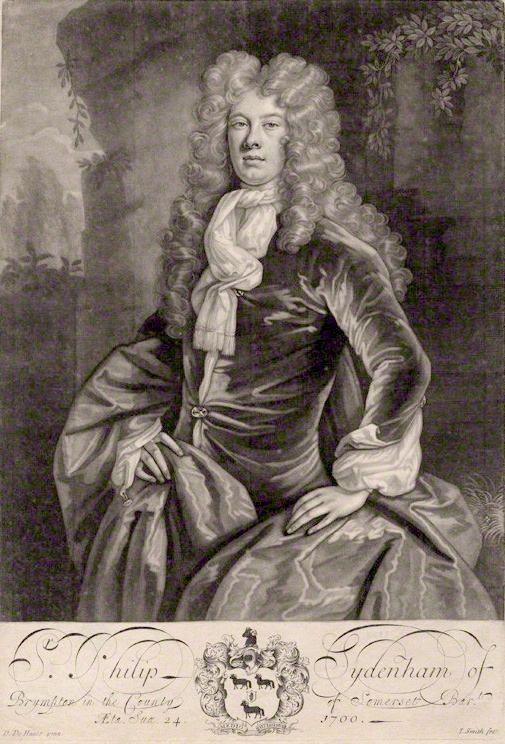
Sir Philip Sydenham, 3º Baronete (1676–1739), o último Sydenham a risidir em Brympton d'Evercy.

Em 1430, depois duma batalha legal pela disputa de títulos, os Wynfords venderam a propriedade a John Stourton, senhor dum solar vizinho em Preston Plucknett, o qual a usou como dote para a sua filha, Joan, quando esta casou com John Sydenham em 1434. Acerca dos Sydenhams foi dito, num determinado momento, que eram os maiores proprietários de terras da Inglaterra, embora a sua fortuna pareça ter flutuado com cada geração.
John Sydenham herdou, em criança, a propriedade da sua avó, a original Joan Sydenham (nascida Stourton). No entanto, nesta época Brympton D'Evercy não era a principal residência da família. Em 1534, John Sydenham cedeu a casa ao seu filho, também John - tendo construído previamente a ala norte para lhe servir de alojamento privado para visitas posteriores. O novo proprietário, John III, foi um grande proprietário rural, tendo deixado uma herdade a cada um dos seus muitos filhos. Este desrespeito pela primogenitura viria a provocar a queda dos Sydenham. O sucessor de John III, John IV (falecido em 1585), e o filho deste último, John V (falecido em 1625) foram consideravelmente menos ricos que os seus antepassados, tendo usado Brympton d'Evercy como a sua única residência, o que teve como resultado, apesar da sua relativa penúria, muitos acrescentos à casa. John IV construíu a actual frente oeste por forma a alargar o vestíbulo, e John V construíu o grande bloco da cozinha.
Sir John Posthumous Sydenham ("Posthumous" por ter nascido depois da morte do seu pai) construíu a ala sul no século XVI. Casou com Elizabeth Poulett, uma descendente de Sir Amias Poulett e membro de uma das mais antigas e notáveis famílias do Somerset. Os Pouletts viviam num solar vizinho, na aldeia de Hinton St George. Sir John faleceu em 1696, tendo delapidado severamente a já precária fortuna da família com a construção dos aposentos de aparato.
Sir John foi sucedido pelo seu filho Philip, possuidor de um carácter perdulário mas também um Membro do Parlamento pelo Somerset, numa época em que isso era uma ocupação dispendiosa para homens ricos, o que contribuiu para o esgotamento do dinheiro de Sydenham. Em 1697, Philip Sydenham tentou vender a propriedade por um valor entre 16.000 e 20.000 libras. Uma vez que não foi encontrado comprador para a propriedade, Sydenham hipoyecou a propriedade a Thomas Penny, Receptor Geral do Somerset, o oficial que recolhia os impostos do Somerset para a Coroa.
Penny fez algumas alterações ao palácio: acrescentou a entrada acastelada e envidraçada à frente sul, removendo a entrada anterior para o jardim, onde se tornou numa torre do relógio. Também fez uma nova entrada para a Casa do Padre. Penny sofreu, então, um golpe na sua própria fortuna: foi acusado de pouca seriedade na passagem das receitas que recolhia para a Coroa e demitido das suas funções. Faleceu em 1730, não tendo executado mais trabalhos na propriedade. O palácio e a herdade foram, então, levados a leilão, em 1731, e vendidos pelo preço de 15.492,10 libras.

### A família Fane

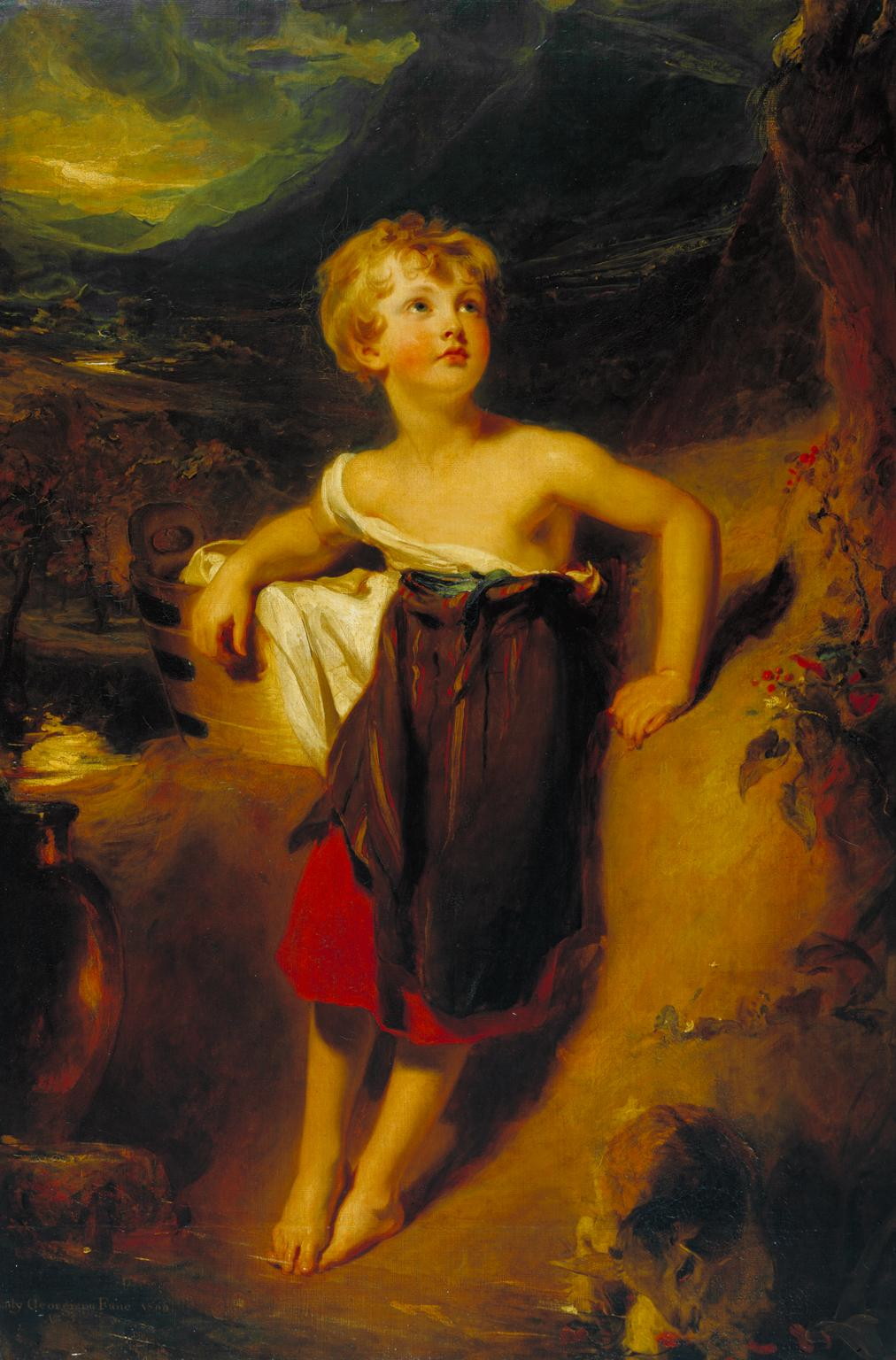
Lady Georgiana Fane em criança, por Sir Thomas Lawrence.

Francis Fane, o novo proprietário de Brympton d'Evercy, era um barrister e Membro do Parlamento. Os Fane completaram a decoração interior das salas de aparato, mas para além disso ficaram conhecidos apenas pelas suas excentricidades em vez das suas alterações estruturais. Francis Fane viveu em Brympton d'Evercy durante 26 anos antes de ceder a propriedade ao seu irmão Thomas, o qual se tornaria no 8º Conde de Westmorland. Desta forma, o palácio tornou-se novamente numa residência secundária.  O edifício, ao que parece, terá ficado vazio até à época de John Fane, o 10º Conde de Westmorland. Este amoroso aventureiro  havia tomado como sua segunda esposa Jane Saunders, tão profundamente excêntrica que foi descrita por Charles Fox como :"…talvez não louca, mas ninguém chegou tão próximo disso com tanta razão". A Condessa decidiu chocar a sociedade convencional a abandonou o seu marido, levando consigo a sua filha, Lady Georgiana Fane. Este par de damas pouco convencional fixou residência em Brympton d'Evercy. A Condessa foi responsável pela instalação das lareiras clássicas, as quais ainda permanecem no seu lugar na actualidade, e reuniu a mobília e a colecção de arte que se manteve em Brympton até que foi dispersa numa grande venda levada a cabo no final da década de 1950.
Lady Georgiana Fane, tal como a sua mãe possuidora de uma animada disposição, declinou uma proposta de casamento de Lord Palmerston, preferindo em vez disso manter uma ligação com o Duque de Wellington. É esta relação com o Duque de Ferro que lhe traz alguma fama. Sendo prima de Mrs. Harriet Arbuthnot, amiga íntima de Wellington, também ela se tornou sua amiga; no entanto, no final da sua vida afirmou que o Duque havia renegado uma promessa de desposá-la, o que, nessa época, constituía uma ofensa civil, ameaçando, ainda, publicar as cartas de amor que o Duque lhe endereçara. Pelos estritos padrões Vitoriana da época, isto deve ter sido um escândalo nacional. O caso amoroso foi "silenciado" mas eixiste uma carta do Duque de Wellington para a mãe de Georgiana, a Condessa, na qual este lhe pede : "para prevenir a sua filha para cessar de molestá-lo com fervorosas cartas diárias". Também tem sido afirmado que Lady Georgiana recusou, de facto, a proposta do jovem futuro Duque de Wellington, com o fundamento de que não poderia casar-se com um tão humilde soldado. Outra versão da mesma história relata que o pai de Lady Georgiana, o 10º Conde de Westmorland, proibiu o casamento da sua filha com um soldado sem título com perspectivas aparentemente limitadas. Ambas as histórias, no entanto, devem ser apócrifas, pois Lady Georgiana nunca o conheceu antes dele ser um "grande homem". Ela nasceu em 1801; Wellington (então Sir Arthur Wellesley) era casado em 1806 e foi feito Duque em 1814. A sua esposa faleceu em 1831. Lady Georgiana começou a persegui-lo algum tempo depois disso. A Condessa faleceu no dia 26 de Março de 1857. Lady Georgiana viveu como a única residente de Brympton: o seu quarto na ala norte manteve o seu nome até ao século XX. 
Lady Georgiana pouco alterou a casa, mas foi responsável pela construção do grande lago no jardim e de algumas outras melhorias nos campos. Faleceu no dia 4 de Dezembro de 1874, deixando a propriedade, pesadamente endividada, ao seu sobrinho, o Honorável Spencer Ponsonby, filho mais novo do 4º Conde de Bessborough.

### A família Ponsonby-Fane

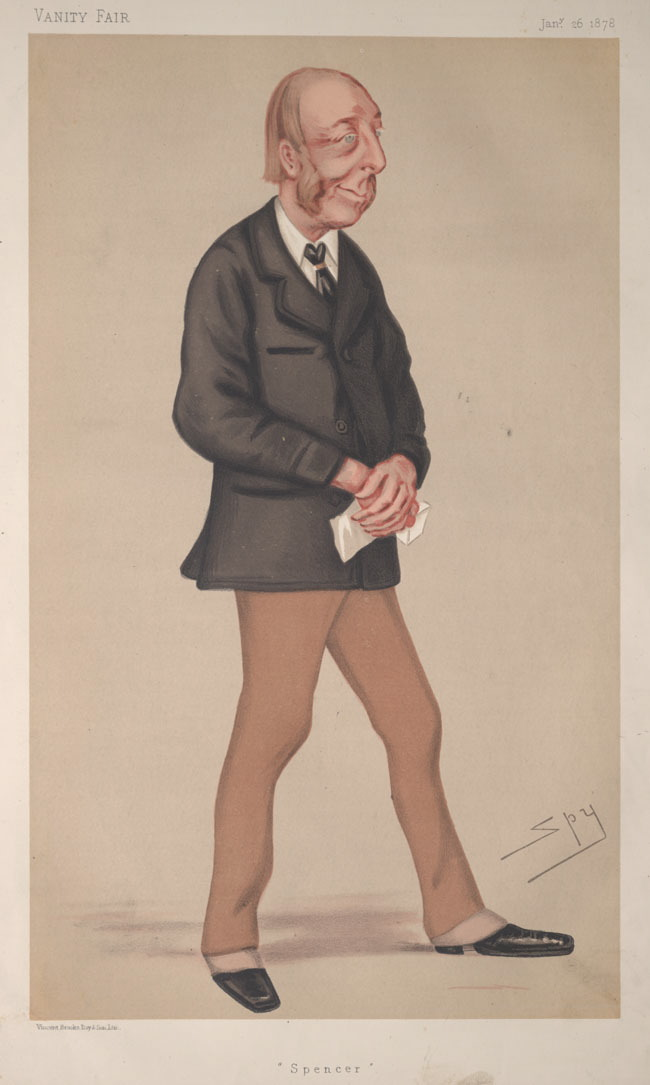
Cartoon do Rt. Hon. Sir Spencer Ponsonby-Fane (1824 -1915).

Spencer Ponsonby, na época na Irlanda com o seu irmão mais velho, Frederick, o 6º Conde de Bessborough, escapando a uma intimação judicial por uma indescrição, começou por recusar o telegrama que o informava da sua herança, assumindo que era para o seu irmão mais velho. A indescrição parece ter sido habitual nesta família: Lady Caroline Lamb era sua tia. A lenda da família Fane, e a maior parte das referências bibliográficas, relatam que os dois irmãos tiraram à sorte para decidir quem devia regressar para enfrentar os tribunais britânicos e a endividada propriedade. Spencer Ponsonby tirou a carta mais baixa e regressou para reclamar a sua herança: diz-se que terá visto Brympton d'Evercy e jurado que o manteria a todo o custo. De qualquer forma a verdade da lenda Spencer Ponsonby, renomeado de Spencer Ponsonby-Fane (de acordo com os últimos desejos de Lady Georgiana Fane), era um pilar da administração britânica, inicialmente como secretário de Lord Palmerston, e mais tarde como contador do Buckingham Palace durante o reinado do Rei Euardo VII. No entanto, o cricket era o seu primeiro amor, apesar de ter sido pai de 11 crianças.
Através de Sir Spencer Ponsonby-Fane, Brympton d'Evercy tornou-se num local de reunião para os amantes do cricket. Possuía o seu próprio campo de cricket, onde grandes grupos da casa jogaram contra equipas locais e visitantes. Todos os anos se realizava uma festa devotada ao cricket, uma tradição que sobreviveu até à década de 1950, muitos anos depois da morte de Sir Spencer. Como tesoureiro do Marylebone Cricket Club, Sir Spencer colocou a primeira pedra para o pavilhão no Lord's Cricket Ground. Fundou o clube Old Stagers de Cantuária e, de uma forma mais excêntrica, a equipa conhecida como I Zingari, um errante clube de crícket formado por aristocratas e notáveis vitorianos e eduardinos. Durante todo o período em que Sir Spencer foi dono de Brympton, o palácio e a propriedade foram mantidos, embora tenham sobrevivido apenas devido à boa fortuna da baixa cobrança de impostos e das rendas agrícolas. Este ramo da família Fane nunca havia sido rico, tendo a Primeira Guerra Mundial trazido profundas alterações, não só a Brympton d'Evercy mas aos palácios rurais de todo o Reino Unido.

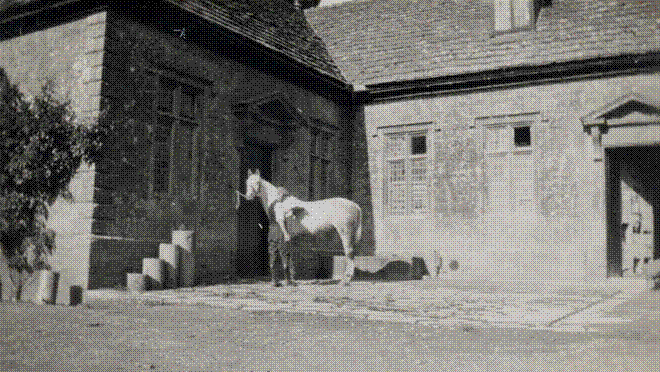
Os estábulos construídos em 1720, situados no canto noroeste do pátio. As portas possuem maciços frontões palladianos, enquanto as janelas possuem lintéis típicos do estilo provinciano do Somerset.

Spencer Ponsonby-Fane faleceu em 1915, deixando Brympton d'Evercy ao seu filho mais velho, John. John Ponsonby-Fane faleceu um ano depois de herdar a propriedade, deixando-a ao seu próprio filho, Richard.  Richard Ponsonby-Fane era um intelectual estético e, também, um inválido. Solteiro, escolheu passar a maior parte do ano no Japão, o qual serviu de tema para a publicação de vários livros e artigos. Regressava a Inglaterra, e a Brympton d'Evercy, apenas por algfumas semanas em cada verão com o objectivo de seguir o cricket. Durante as suas prolongadas ausências, a casa era ocupada pela sua irmã Violet e pelo marido desta, o Capitão Edward Clive, um descendente de Clive da ìndia. Violet Clive foi descrita como: "(…) uma grand excêntrica (…) e notável mulher, jogou hóquei em campo no oeste da Inglaterra, torceu pelo Leander Club, foi uma mestre da carpintaria e uma excelente jardineira paisagísta". Além duma viagem anual a Londres, para o Chelsea Flower Show, e umas curtas férias anuais no seu pavilhão de pesca na Irlanda, ela raramente deixou Brympton d'Evercy, preferindo passar os seus dias em intermináveis jardinagens ao estilo de Gertrude Jekyll. Esta calma existência ajustou-se admiravelmente às finanças da família, pelo que, aquando da sua morte, em 1955, o seu único filho e herdeiro foi forçado a vender os conteúdos do palácio. Esta grande colecção de belas artes e antiguidades havia sido reunida pela Condessa de Westmorland e por Lady Georgiana Fane. Depois da venda, a família (com o apelido agora ampliado para Clive-Ponsonby-Fane) mudou-se para a vizinha casa paroquial.

#### Venda de conteúdos
Os conteúdos do palácio foram vendidos em leilão, numa tenda montada no exterior da casa, por um período de cinco dias que durou de 26 de Novembro a 1 de Dezembro de 1956. Foi descrito extensamente, embora de uma forma algo curiosa, pelo leiloeiro John D Wood de Londres como "(…) incluindo interessantes exemplares dos séculos XVI, XVII e XVIII, um elegante conjunto de cadeiras Jorge II, Rainha Ana e espelhos Chippendale, armários, arcas, mesas, buffets, conjuntos de cadeiras, relógios, birdados jacobeanos, cómodas francesas, vitrines, mesas e outras peças de época numerosas (…) velhas pinturas e uma biblioteca de livros". Na verdade, a colecção incluia elementos de importância nacional, mas a década de 1950 foi uma era de destruição e desmantelamento dos palácios rurais britânicos e tais vendas não eram incomuns, tal como foi exemplificado na "Destruction of the Country House exhibition", de 1974. Entre as 909 pinturas descritas como pertencentes a velhos mestres encontravam-se obras de Thomas Lawrence, incluindo uma versão do seu retrato de estado de Jorge IV e o seu retrato do 10º Conde de Westmorland, provando que a estranha esposa deste nobre não o esquecera totalmente. Também foram postas a leilão numeorsas obras de Kneller, Romney, Lely, Snyders e pelo menos dez atribuídas a Van Dyke: as pinturas estão listadas nos "conteúdos da casa" juntamente com mobiliários Tudor, Chippendale, Sheraton e Luís XV, e um "sortido de lençóis de cama, 3 toalhas novas e uma colcha velha".
A venda foi noticiada com a devida gravidade e deferência pela imprensa da província. Entre essas notícias pode ler-se: "As 400 cadeiras providenciadas para acomodar os compradores mostraram-se insuficientes para acolher a companhia (…) o preço máximo da semana foi 2.000 libras pagas por um serviço de jantar chinês (…) muitas das peças sendo seriamente danificadas (…) um par de espelhos Chippendale por 1.350 libras (…) um pequeno tapete por 800 libras". E a lista continua detalhando os preços alcançados pelos antigos tesouros de Brympton d'Evercy. Primeiras edições de Charles Dickens e Daniel Defoe. No último dia das vendas um banco de jardim em ferro foi vendido por 14 libras. Os preços das pinturas não foram registados no artigo à excepção de um atribuído a Van Dyck que atingiu as 85 libras.
A família Clive-Ponsonby-Fane reteve alguns dos retratos de família e pequenas peças de mobília, mudando-se em seguida para o seu novo pequeno lar na vizinhança e deixando que o palácio fosse convertido num colégio interno para rapazes conhecido como Clare School.
Nicholas Clive-Ponsonby-Fane manteve a posse do palácio e da propriedade até à sua morte súbita, ocorrida em 1963, tendo passado, então, para a sua esposa, Petronilla Clive-Ponsonby-Fane quando esta voltou a casar em 1967. O palácio e o que restou da herdade tornou-se propriedade do seu filho, Charles Clive-Ponsonby-Fane. Clare School manteve a ocupação do edifício até 1974.

#### Casa de aparato
Em 1974, Charles Clive-Ponsonby-Fane reclamou a sua casa ancestral e mudou-se para Brympton d'Evercy, acompanhado pela sua nova esposa, com a intenção de restaurá-lo e abri-lo ao público como uma casa de aparato. No entanto, deparou-se com um problema; embora a vazia e negligenciada casa possa ter sido o seu lar, estava longe de ser opulenta. Apesar de o edifício estar estruturalmente em boas condições, não havia sido redecorado desde o século XVIII e eram evidentes as devastações causadas pelo seu uso enquanto escola de rapazes. A redecoração das salas de aparato foi executada com um orçamento muito reduzido. O principal problema que os proprietários enfrentaram estava relacionado com o remobilamento do edifício. Restavam poucos dos seus antigos conteúdos, e embora Brympton d'Evercy não pudesse rivalizar em tamanho com palácios como o Blenheim Palace, ainda requeria uma grande quantidade de elemenentos e mobílias antigas de alta qualidade. Este foi o obstáculo para o esquema da casa de aparato.  Os Clive-Ponsonby-Fane fizeram grandes esforços para chamar as multidões através de um museu agrícola, uma vinha, uma destilaria de brandy de maçã, mas nenhuma delas foi suficientemente interessante para atrair os visitantes de zonas distantes como Londres, e muito menos aqueles vindos do outro lado do Atlântico. Finalmente, enquanto empresa financeira, a abertura ao público falhou. Em 1992, depois de quase 300 anos na posse da família, os Clive-Ponsonby-Fane venderam Brympton d'Evercy. A situação foi resumida na época pelo satírico Auberon Waugh: "Na última semana percebemos que a mais bela casa do Somerset havia sido vendida (…) claro que isto é triste para a família proprietária que fizera um grande esforço para mantê-la (…) não teve sucesso como peça de exibição: eles perderam dinheiro, as decorações interiores eram assustadoras, e faltavam-lhes os equipamentos adequados para fazê-la parecer como algo mais que uma escola preparatória num dia de portas abertas. deste modo, a mais bela casa na Inglaterra será novamente uma privada casa de família (…)".

## Brympton d'Evercy no século XXI
Presentemente, o actual proprietário, um membro da profissão legal, e a sua esposa vivem de forma privada em Brympton d'Evercy. No entanto, para compensar o custo da manutenção de uma tão grande e histórica habitação no século XXI, a casa tem que colaborar na sua própria conservação, em parte pelo licenciamento para casamentos civis. Estes têm lugar numa ou duas das maiores salas de recepção, enquanto que a própria recepção e serviços podem também realizar-se na casa ou nos seus campos, incluindo os estábulos do século XVII. 
O palácio também tem servido de cenário para séries televisivas e filmes. Durante a maior parte do ano, o edifício permanece como uma residência pouco conhecida. Não está aberto ao público. A maior ameaça para a casa, agora desprovida da sua antiga propriedade, é o crescimento constante da cidade de Yeovil. Em tempos situada a milhas de distância, os seus subúrbios e propriedades industriais são quase visíveis das janelas do palácio. Em Junho de 2005 foi realizado um inquérito de planeamento público para investigar a sustentabilidade de 15 ha de terra adjacentes à casa a serem desenvolvidos como um parque de negócios.